# الانسی
الانسی (به لاتین: Alansi) یک روستا در استونی است که در شهرستان هاریو واقع شده‌است.